# Novatorskaja
Novatorskaja (in russo Новаторская?) è una stazione della Metropolitana di Mosca situata sulla Linea Bol'šaja kol'cevaja. Inaugurata il 7 dicembre 2021, serve i quartieri di Prospekt Vernadskogo e Obručevskij.